# Benno Elbs
Benno Elbs, né le 16 octobre 1960 à Brégence, est un ecclésiastique autrichien, actuel évêque de Feldkirch dans le Vorarlberg. Sa devise est Committe domino viam tuam d'après le psalmiste.

## Biographie
Après sa Maturité (Matura en allemand d'Autriche) au lycée de Bregenz (Brégence), Benno Elbs étudie la théologie à l'université d'Innsbruck ainsi que la psychologie. Il obtient un diplôme de logothérapie et il est certifié comme psychothérapeute. Il est ordonné prêtre le 16 mai 1986 par Bruno Wechner, puis devient vicaire à la paroisse Sainte-Marie-Auxiliatrice (Mariahilf) de Bregenz. Il obtient en 1986 sa promotion de doctorat en théologie avec une thèse sur le sacrement de pénitence. En 1989, il est nommé directeur spirituel du Marianum de Bregenz, et un an plus tard, le recteur. À partir de 1994, l'abbé Elbs dirige la pastorale du diocèse de Feldkirch. L'évêque de Feldkirch, Elmar Fischer, en fait son vicaire général en 2005. Après le départ du diocèse d'Elmar Fischer, l'abbé Elbs est nommé administrateur diocésain. Le 8 mai 2013, le pape François le nomme évêque de Feldkirch. Il est consacré le 30 juin 2013, par Alois Kothgasser, archevêque de Salzbourg.

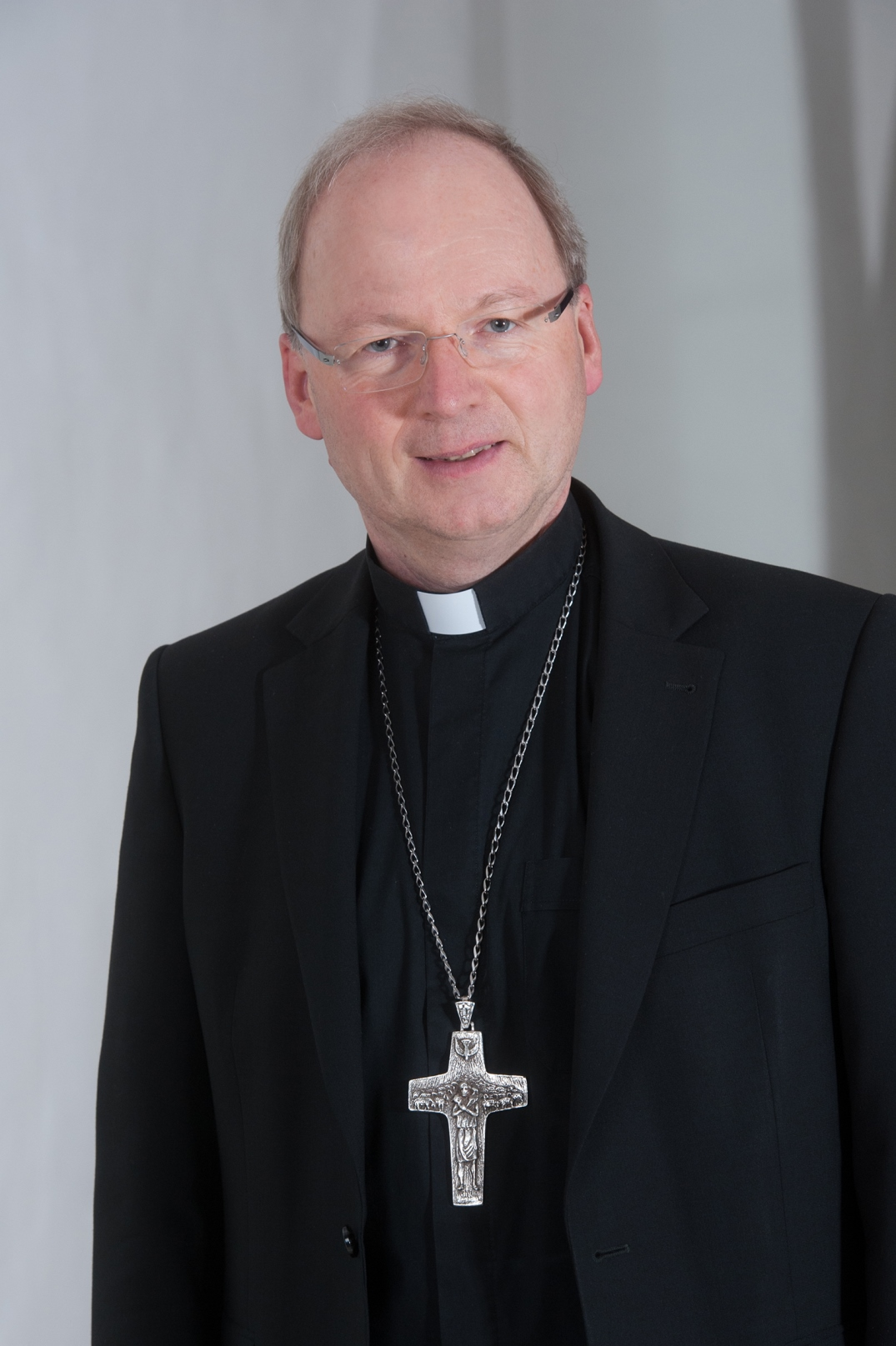
Benno Elbs

Benno Elbs est au sein de la conférence épiscopale autrichienne responsable depuis le 11 mars 2016 de la Caritas autrichienne, auparavant il s'occupait de dialogue avec les religions et avec les laïcs. Il représente la conférence épiscopale autrichienne au synode sur la famille qui s'est tenu en octobre 2015 à Rome,.
Il se préoccupe avant tout d'une « Église qui doit panser les plaies et réchauffer les âmes » (pape François) et des personnes marginalisées aussi bien dans la société autrichienne qu'au niveau mondial,,, des migrants et de la protection de la vie dès la conception, de la protection de la cellule familiale, de la paix et de la solidarité, notamment à travers le dialogue avec les autres religions.
Le 20 septembre 2023, il est nommé administrateur apostolique de l'archidiocèse de Vaduz, à la suite de la démission pour raison d'âge de Wolfgang Haas,.

## Quelques publications
- (de) Rückenwind: Gestärkt ins Abenteuer Leben, Innsbruck, Tyrolia Verlag, 2018 (ISBN 978-3702236458)
- (de) Wo die Seele atmen lernt. Ein neuer Blick auf Ehe und Familie mit Papst Franziskus, Wien-Graz-Klagenfurt, Styria Verlag, 2016 (ISBN 978-3222135415)
- (de) Im Stallgeruch der Schafe. Wege pastoraler Arbeit im 3. Jahrtausend, Wien-Graz-Klagenfurt, Styria Verlag, 2014 (ISBN 978-3222134623)
- (de) Wie ein leises Berühren. Gottes Spuren im Alltag. Ein spiritueller Begleiter durch das Jahr, Innsbruck, Tyrolia Verlag, 2014 (ISBN 978-3702233983)
- Bußerziehung und Religionsunterricht. Eine kritische Analyse gegenwärtiger Unterrichtsmittel und katechetische/religionspädagogische Aspekte zu einer verantworteten Praxis. Innsbruck, 1986, (Hochschulschrift: Innsbruck, Univ., theolog. Diss.)